# جاي آر كوتش
جاي آر كوتش (بالإنجليزية: J. R. Koch)‏ مواليد 10 سبتمبر 1976 في بيوريا، هو لاعب كرة سلة أمريكي سابق. بدأ مسيرته الاحترافية في سنة 1999. تم اختياره من قبل فريق نيويورك نيكس خلال الدرافت. يبلغ طوله 6 قدم 10 بوصة (2.1 م). اعتزل اللعب في 2005.

## المسيرة الاحترافية
لعب مع نادي ميلوز لكرة السلة في موسم 2000–2001، ثم لعب مع ليموج سي إس بي في الدوري الفرنسي في موسم 2001–2002، ثم لعب مع غلطة سراي لكرة السلة في الدوري التركي في موسم 2002–2003، ثم لعب مع نادي مونتكاتيني الرياضي في موسم 2004–2005.

## روابط خارجية
- جاي آر كوتش على موقع سبورتس رفرنس (الإنجليزية)
- جاي آر كوتش على موقع كرة السلة الأوروبية.كوم (الإنجليزية)
- جاي آر كوتش على موقع كلية كرة السلة في سبورتس رفرنس.كوم (الإنجليزية)
- جاي آر كوتش على موقع ريلجم (الإنجليزية)